# Mense maio
Mense maio – druga encyklika Pawła VI ogłoszona 29 kwietnia 1965 r. poświęcona pokojowi na świecie oraz oddawaniu czci Najświętszej Maryi Pannie w maju (z łac. mense maio).  
Paweł VI wydał także drugą encyklikę poświęconą Matce Bożej zatytułowaną Christi Matri. 